# 510 v.Chr.
Het jaar 510 v.Chr. is een jaartal volgens de christelijke jaartelling. 

## Gebeurtenissen

### Griekenland
- Met steun van het Orakel van Delphi en het Spartaanse leger (o.l.v. Cleomenes I), wordt de tirannie van Hippias bij een volksopstand omvergeworpen.
- Cleisthenes stelt zich aan het hoofd van een democratisch bewind, Scamandrius wordt benoemd tot archont van Athene.
- Koning Demaratus (510 - 491 v.Chr.) uit het huis der Eurypontiden regeert over Sparta.

### Italië
- Sybaris wordt in een gewapend conflict met Crotona verwoest.

### China
- Koning Helü van Wu organiseert een expeditie naar het zuiden naar Yue, met als voorwendsel dat Yue niet meegedaan had toen Wu Chu aanviel. Yuanchang van Yue voelt zich bedrogen omdat er een eerdere overeenkomst met Wu was.[1]

### Japan
- Keizer Itoku (510 - 475 v.Chr.) bestijgt de troon.

## Geboren
- Kimon II (~510 v.Chr. - ~450 v.Chr.), Atheens politicus en vlootvoogd

## Overleden
- Annei (~577 v.Chr. - ~510 v.Chr.), keizer van Japan (67)